# Casbas de Huesca
Pour les articles homonymes, voir Casbas et Huesca.
Casbas de Huesca est une commune d’Espagne, dans la province de Huesca, communauté autonome d'Aragon comarque de Hoya de Huesca.